# Bahrańskie Siły Powietrzne

Symbol RBAF

Królewskie Siły Powietrzne Bahrajnu powstały w 1976 roku. Wojska lotnicze Bahrajnu początkowo dysponowały tylko dwoma śmigłowcami typu Bölkow Bo 105, które wykonywały zadania łącznikowe. W rok później Bahrajn otrzymał kolejny śmigłowiec tego typu. Wszystkie są używane do dziś.
Bahrańskie samoloty myśliwsko-bojowe to 8 samolotów Northrop F-5 Freedom Fighter w wersji E i 4 w wersji F. Obecnie Bahrajn dysponuje także samolotami F-16: 16 w wersji C oraz 8 w wersji dwumiejscowej D. Głównymi zadaniami sił powietrznych jest przechwytywanie pocisków oraz udział w misjach o charakterze szturmowym.